# Kirensk
Kirensk (en russe : Киренск) est une ville de l'oblast d'Irkoutsk, en Russie. Sa population s'élevait à 11 048 habitants en 2020.

## Géographie
Kirensk est située dans le sud de la Sibérie, à la confluence de la rivière Kirenga — d'où elle tire son nom — avec la Léna, à 710 km au nord d'Irkoutsk. 

## Histoire
Fondée par les Cosaques en 1630, Kirensk a le statut de ville depuis 1775. Au XIXe siècle de nombreux prisonniers politiques y furent exilés. Un des plus célèbres fut Józef Piłsudski, futur chef d'État polonais.

## Population
Recensements ou estimations de la population
| 1856 | 1897* | 1926* | 1931  | 1959*  | 1970*  |
| ---- | ----- | ----- | ----- | ------ | ------ |
| 900  | 2 280 | 4 700 | 7 900 | 14 412 | 14 453 |

| 1979*  | 1989*  | 2002*  | 2010*  | 2013   | 2014   |
| ------ | ------ | ------ | ------ | ------ | ------ |
| 16 154 | 16 137 | 13 712 | 12 640 | 12 066 | 11 802 |

| 2015   | 2016   | 2017   | 2018   | 2019   | 2020   |
| ------ | ------ | ------ | ------ | ------ | ------ |
| 11 568 | 11 436 | 11 310 | 11 139 | 11 046 | 11 048 |

## Climat
Diagramme ombrothermique de Kirensk :

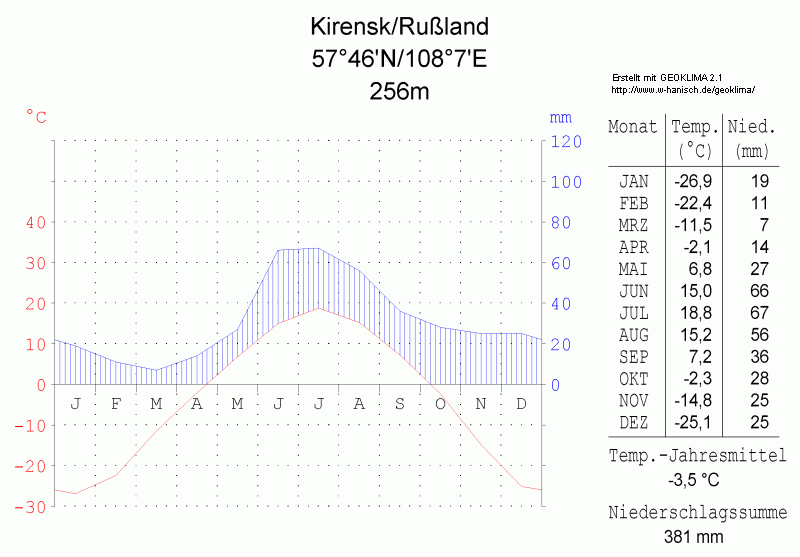

| Mois                                        | jan.       | fév.       | mars       | avril      | mai        | juin      | jui.      | août      | sep.       | oct.       | nov.       | déc.     | année      |
| ------------------------------------------- | ---------- | ---------- | ---------- | ---------- | ---------- | --------- | --------- | --------- | ---------- | ---------- | ---------- | -------- | ---------- |
| Température minimale moyenne (°C)           | −31,3      | −27,8      | −19,5      | −7         | 1,2        | 9         | 12,4      | 9,6       | 2,4        | −5,8       | −20,5      | −30,1    | −8,9       |
| Température moyenne (°C)                    | −25,8      | −21,1      | −11,4      | −0,5       | 8,1        | 16        | 18,7      | 15,4      | 7          | −1,9       | −15,6      | −25      | −3         |
| Température maximale moyenne (°C)           | −20,3      | −13,7      | −2,7       | 6,5        | 15,6       | 23,7      | 25,8      | 22,6      | 13,1       | 2,9        | −10,6      | −20      | 3,6        |
| Record de froid (°C) date du record         | −57,8 1966 | −56,2 1969 | −47,7 1971 | −36,8 1966 | −15,4 1902 | −4,3 1909 | 0,1 2018  | −5,3 1898 | −11,3 1909 | −37,6 1974 | −49,6 1968 | −57 1949 | −57,8 1966 |
| Record de chaleur (°C) date du record       | 1,4 1995   | 7 1960     | 16,1 1990  | 24,5 2014  | 33,6 1999  | 36,8 1975 | 36,6 1986 | 36,5 1898 | 29,3 2007  | 24 1986    | 10,6 2013  | 4,1 1955 | 36,8 1975  |
| Ensoleillement (h)                          | 50         | 104        | 176        | 216        | 252        | 284       | 265       | 207       | 135        | 89         | 56         | 29       | 1 863      |
| Précipitations (mm)                         | 20         | 15         | 11         | 14         | 34         | 53        | 62        | 55        | 41         | 30         | 27         | 26       | 388        |
| dont neige (cm)                             | 37         | 42         | 42         | 18         | 0          | 0         | 0         | 0         | 0          | 2          | 14         | 28       | 183        |
| Record de pluie en 24 h (mm) date du record | 10 1910    | 11 2016    | 10 1973    | 15 1968    | 30 2015    | 66 1908   | 67 1981   | 64 1963   | 29 1892    | 20 1980    | 14 2006    | 10 1949  | 67 1981    |
| Nombre de jours avec précipitations         | 0          | 0,03       | 1          | 8          | 16         | 18        | 17        | 16        | 18         | 10         | 1          | 0        | 105        |
| Humidité relative (%)                       | 78         | 77         | 70         | 62         | 59         | 67        | 74        | 78        | 79         | 77         | 79         | 79       | 73         |
| Nombre de jours avec neige                  | 26         | 24         | 19         | 15         | 6          | 0,3       | 0         | 0,1       | 3          | 20         | 26         | 27       | 166        |
| Nombre de jours d'orage                     | 0          | 0          | 0          | 0,2        | 1          | 5         | 7         | 3         | 1          | 0,03       | 0          | 0        | 17         |
| Nombre de jours avec brouillard             | 7          | 4          | 3          | 1          | 3          | 9         | 13        | 17        | 12         | 4          | 4          | 5        | 82         |

| Diagramme climatique                                  |              |             |         |           |         |            |           |           |           |              |            |
| J                                                     | F            | M           | A       | M         | J       | J          | A         | S         | O         | N            | D          |
| −20,3−31,320                                          | −13,7−27,815 | −2,7−19,511 | 6,5−714 | 15,61,234 | 23,7953 | 25,812,462 | 22,69,655 | 13,12,441 | 2,9−5,830 | −10,6−20,527 | −20−30,126 |
| Moyennes : • Temp. maxi et mini °C • Précipitation mm |              |             |         |           |         |            |           |           |           |              |            |